# Cheiridopsis herrei
Cheiridopsis herrei är en isörtsväxtart som beskrevs av L. Bol. Cheiridopsis herrei ingår i släktet Cheiridopsis och familjen isörtsväxter. Inga underarter finns listade i Catalogue of Life.